# Олава
Олава (пол. Oława (miasto), нем. Ohlau) — город в Польше, входит в Нижнесилезское воеводство, Олавский повят. Занимает площадь 27,34 км². Население — 31 078 человек (на 2004 год).
В Олаве расположен замок князей Собеских.
С 1842 года железнодорожная станция Олава на линии Вроцлав — Бжег — Ополе.

## Галерея
- Церковь
- Церковь Св. Петра и Павла
- Старый дом
- Дворец - часть замка
- Историческое здание
- Ратуша
- Старинное здание